# Galashiels
Galashiels is een plaats in het Schotse bestuurlijke gebied Scottish Borders, gelegen aan de rivier Gala en aan de A7.
In de achttiende en negentiende eeuw groeide Galashiels dankzij de textielindustrie. In 1890 had het stadje 21 textielfabrieken.
In 1849 kreeg Galashiels een spoorverbinding met de Waverleney Route, een spoorlijn van Carlisle naar Edinburgh via Hawick en Galashiels. In 1969 werd de lijn opgeheven.

## Geboren
- Archie Cochrane (1909-1988), arts
- John Collins (1968), voetballer
- Ryan Mania (1989), jockey, winnaar van de Grand National in 2013